# Androcharta leechi
Androcharta leechi är en fjärilsart som beskrevs av Druce 1893. Androcharta leechi ingår i släktet Androcharta och familjen björnspinnare. Inga underarter finns listade i Catalogue of Life.